# Habitat floristique de la Tourbière-de-Lac-Casault
L'habitat floristique de la Tourbière-de-Lac-Casault est une aire protégée du Québec protégeant la valériane des tourbières (Valeriana uliginosa), une plante désignée vulnérable au Québec.

## Toponymie
L'habitat floristique doit son nom au territoire non-organisé du Lac-Casault dans lequel il est situé.  Ce dernier est nommé en l'honneur de Louis-Napoléon Casault, un homme politique québécois.

## Géographie
L'aire protégée est située dans l'est du Québec dans la vallée de la Matapédia.  Cet habitat fait partie du territoire non-organisé de Lac-Casault dans la municipalité régionale de comté de La Matapédia dans la région administrative du Bas-Saint-Laurent.

### Sources en ligne
- Commission de toponymie du Québec
- Ministère du Développement durable, de l'Environnement et des Parcs du Québec
- Registre des aires protégées du Québec